# Lucius Accius
Lucius Accius (170 – 85 v.Chr.) gold als de grootste Romeinse tragediedichter uit de Republikeinse tijd, zowel door zijn persoonlijkheid als door de omvang van zijn literair werk.

## Biografie
Accius werd geboren te Pisaurium in Umbrië in 170 v.Chr., uit een bescheiden familie van vrijgelatenen. Omtrent 140 begon hij met het schrijven van tragedies. Accius behoorde niet tot de invloedrijke Scipionenkring. Alhoewel hij een brede ontwikkeling bezat in de geest van de Alexandrijnse persoonlijkheden, heeft hij zich nooit laten verleiden tot politieke activiteit. Bewust van zijn dichterlijke gaven en intelligentie, en al te zeer gesteld op zijn eigen onafhankelijkheid, wees hij alle steun af en verkoos hij zich afzijdig te houden. 
Alleen aan het oordeel van zijn voorganger Pacuvius hechtte hij belang, al was hij ruim een generatie jonger. Marcus Tullius Cicero weet te vertellen dat in het jaar waarin Pacuvius 80 werd en Accius 30 tegelijkertijd een stuk van ieder van beiden werd uitgevoerd. Toen Pacuvius zich op hoge leeftijd in Tarentum teruggetrokken had, ging Accius hem daar opzoeken om hem zijn Atreus voor te lezen, teneinde de mening van zijn oudere collega over het stuk te vernemen. 
Accius' dood valt te situeren kort na 86 v.Chr., want in dat jaar heeft hij nog een ontmoeting gehad met de jeugdige Cicero .

## Werken
Accius’ toneelproductie was groter dan die van welke andere auteur ook, maar zijn oeuvre is verloren gegaan, op een 800-tal verzen na. Er zijn wel ongeveer 50 titels van zijn tragedies bewaard. In twee fabulae praetextae behandelde hij typisch Romeinse motieven, die hem dierbaar waren. De stof voor alle andere tragedies zijn hoofdzakelijk geput uit de overbekende Griekse sagenkringen, voornamelijk uit Sophocles, al sprong hij redelijk vrij om met zijn originelen.
Naast zijn toneelbedrijvigheid toonde Accius ook interesse voor andere facetten van de literatuur. In zijn Didascalica gaf hij een kort overzicht van de Griekse bronnen van de Romeinse dichters, en van de geschiedenis van de Romeinse literatuur. Zijn Pragmatica handelde over allerlei specifieke literaire kwesties. In zijn Pargerga toonde hij belangstelling voor de landbouw en de natuur, en met zijn Annales trad hij in het spoor van Ennius inzake geschiedschrijving. 
Quintilianus bewondert de typisch Romeinse trekken in de poëzie van Pacuvius en Accius: dat hun aan de andere kant een zekere elegantie ontbrak hangt naar zijn oordeel eerder samen met de tijd waarin zij schreven, dan met persoonlijke tekortkomingen van hun literair talent.
- Bibsys: 94006250
- Biblioteca Nacional de España: XX820298
- Bibliothèque nationale de France: cb118855676 (data)
- CiNii: DA08434660
- Gemeinsame Normdatei: 118500368
- International Standard Name Identifier: 0000 0001 0864 2532
- Library of Congress Control Number: n80125819
- Nationale Bibliotheek van Tsjechië: jn19990210007
- Nationale Bibliotheek van Israël: 987007277701105171
- Nationale en Universitaire bibliotheek Zagreb: 000117898
- Nederlandse Thesaurus van Auteursnamen: 06936298X
- Réseau des bibliothèques de Suisse occidentale: 02-A000003467
- Istituto Centrale per il Catalogo Unico: RAVV077732
- LIBRIS: 229512
- Système universitaire de documentation: 028370384
- Virtual International Authority File: 4905872
- WorldCat: E39PCjCtjfrxCxk9MPJFktMCcd